# 뜨개질 (2012년 영화)
"뜨개질"(The Knitting)은 대한민국에서 제작된 윤은혜 감독의 2012년 드라마, 멜로/로맨스 영화이다. 이상희 등이 주연으로 출연하였다. 가수이자 여배우인 윤은혜 감독의 감독 데뷔작이기도 하다.

## 출연

### 주연
- 이상희

## 기타
- 프로듀서: 이충직